# اتحاد شبيبة زغاية (كرة اليد)
نادي اتحاد شبيبة زغاية (كرة اليد)، هو نادي كرة يد جزائري مقرّه في زغاية، ينتمي إلى نادي متعدد الرياضات اتحاد شبيبة زغاية الذي تأسس 2005 و ينشط بالقسم الوطني الثالث (المجموعة الشرقية). هو أحد أبرز نوادي اليد في ولاية ميلة. يلعب في صالة ببلدية وادي النجاء إذ أن مدينة زغاية تفتقر إلى قاعة متعددة الرياضات.

الفريق موسم 2012-2013